# Cambes, Lot
Cambes är en kommun i departementet Lot i regionen Occitanien i södra Frankrike. Kommunen ligger i kantonen Livernon som tillhör arrondissementet Figeac. År 2022 hade Cambes 347 invånare.

## Befolkningsutveckling
Antalet invånare i kommunen Cambes
| Referens: INSEE |